# Rhytiphora multituberculata
Rhytiphora multituberculata là một loài bọ cánh cứng trong họ Cerambycidae.